# Daniel Häni

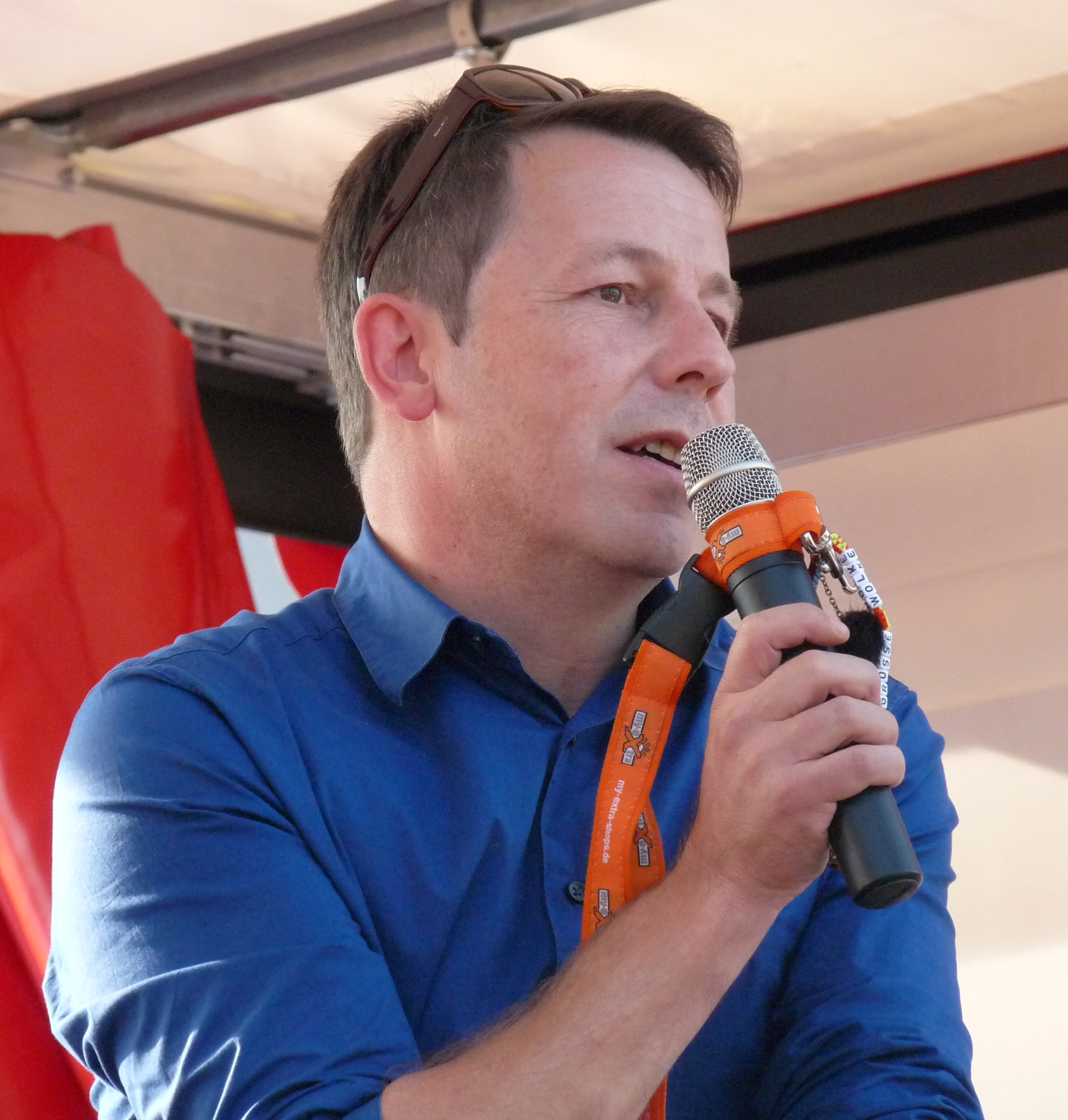
Daniel Häni (2013)

Daniel Häni (* 1966 in Bern) ist ein Schweizer Unternehmer und Verfechter eines bedingungslosen Grundeinkommens. Er nennt sich selbst einen «Kulturraumschaffenden».

## Leben und Wirken
Daniel Häni wuchs in Mühleberg nahe Bern auf. Nach seiner Ausbildung zum Vermessungszeichner, die auf Betreiben seiner Eltern und eines Berufsberaters zustande kam, begann er 1987 als Taxifahrer in Basel zusammen mit Freunden sein erstes Projekt, eine «Gedankenbank», also eine «Bank für Gedanken» und «Zinsgedanken». Jeder konnte dort ein Konto eröffnen, indem er einen Gedanken auf eine Karteikarte schrieb. Jeder Gedanke wurde in einem Schlagwortregister erfasst. Wenn jemand anderes beim Durchblättern des Registers auf einen anregenden Gedanken traf, legte er einen weiteren Gedanken dazu an. Auf diese Weise warf der Ursprungsgedanke «Zins» ab. Innerhalb weniger Monate warfen manche Gedanken Dutzende Zinsgedanken ab. «Das Denken ist die Hauptsache», nicht das Geld, so Häni damals.
1996 wurde eine Stiftung auf ihn aufmerksam und zahlte ihm für ein Jahr rund 20'000 Euro ohne Auflagen. Häni begann damit, leer stehende Gebäude zu nutzen, darunter ein Parkhaus, eine Brauerei und eine Villa. 1999 erwarb er für die Nutzung des seit zwei Jahren ungenutzten historischen Gebäudes der Schweizerischen Volksbank in der Gerbergasse das Vertrauen des damaligen Bankchefs der Grossbank Credit Suisse Lukas Mühlemann und gründete mit ein paar Freunden das Kaffeehaus «unternehmen mitte», dessen geschäftsführender Gesellschafter er seither ist. Die Finanzierung von sechs Millionen Euro erfolgte über eine Stiftung, die Kulturprojekte unterstützt.
2006 gründete Häni mit dem Künstler Enno Schmidt die «Initiative Grundeinkommen». Sie veröffentlichten 2008 den Film «Grundeinkommen – ein Kulturimpuls», der rund eine Million Zuschauer erreichte.
2012 lancierte Häni gemeinsam mit anderen die Schweizer Volksinitiative «Für ein bedingungsloses Grundeinkommen». Sie wurde am 4. Oktober 2013 im Rahmen einer Performance, die international beachtet wurde, bei der schweizerischen Bundeskanzlei eingereicht. Damit wurde die Schweiz das erste Land, das über ein bedingungsloses Grundeinkommen abstimmte. Am 5. Juni 2016 stimmten schweizweit 23,1 % der Vorlage zu.

## Film
- Daniel Häni, Enno Schmidt: Grundeinkommen – ein Kulturimpuls. Basel 2008.

## Schriften
- mit Philip Kovce: Was würdest du arbeiten, wenn für dein Einkommen gesorgt wäre? Manifest zum Grundeinkommen. Ecowin Verlag, Salzburg 2017, ISBN 978-3-7110-0120-7.
- mit Philip Kovce: Was fehlt, wenn alles da ist? Warum das bedingungslose Grundeinkommen die richtigen Fragen stellt. Orell Füssli Verlag, Zürich 2015, ISBN 978-3-280-05592-2.
- mit Mona Stefan Dähler, Stefan Heinrich Ebner, Ronald Wüthrich (Hrsg.): Schmelzgrenze. Vom Umgang mit kulturellen Angelegenheiten in einer humanistischen Schweizer Stadt. +/- Verlag, Basel / La Chaux-de-Fonds 1993, ISBN 3-907571-00-2.
- mit Alex Silber (Hrsg.): Werkraum Schlotterbeck. Im Puls der 90er Jahre. Christoph Merian Verlag, Basel 1993, ISBN 3-85616-055-8.

## Auszeichnungen
2024 wurde Häni mit dem Basic Income Award ausgezeichnet, der 2-jährlich an Persönlichkeiten verliehen wird, die sich besonders für das bedingungslose Grundeinkommen einsetzen.